# Bonnie Raitt
Bonnie Lynn Raitt (Burbank, California, Estados Unidos; 8 de noviembre de 1949) es una cantante y guitarrista de blues, country y rock estadounidense.  
Raitt ha recibido 13 premios Grammy, de 30 nominaciones, así como un premio Grammy Lifetime Achievement Award. Ocupó el puesto 50 en la lista de la revista Rolling Stone de los "100 mejores cantantes de todos los tiempos" y el puesto 89 en la lista de la revista de los "100 mejores guitarristas de todos los tiempos". En 2000, fue incluida en el Salón de la Fama del Rock and Roll. Ha recibido el premio Icon de los premios Billboard Women in Music Awards y el premio a la Persona del Año MusiCares de la Academia de la Grabación.
Es hija de la estrella de musicales de Broadway John Raitt y de la pianista Marge Gooddard.

## Biografía

### Comienzos
Hija de padres bohemios, Raitt creció en la tradición cuáquera y desde muy joven mostró interés tanto por el activismo social como por la música. Cuando tenía 8 años, le regalaron una guitarra Stella por Navidad. Raitt comenzó a tocar la guitarra a una edad muy temprana, algo que no hacían muchas de sus amigas del colegio. Más tarde se hizo famosa por su estilo de tocar la guitarra con slide.

### Etapa previa a las grabaciones
En 1967, Raitt continuó su carrera entrando en el Radcliffe College para estudiar una licenciatura en estudios africanos.
Un día un amigo le dijo que el productor de blues Dick Waterman daba una entrevista en la WHRB, la emisora del Harvard College. Raitt fue a verlo, y rápidamente se hicieron amigos. Cuando Waterman se trasladó a Filadelfia con sus músicos y amigos, Bonnie Raitt estaba entre ellos formando una parte muy activa. Por entonces tocaba folk y R&B en clubs de Boston, llegando a tocar junto a figuras como Howlin' Wolf, Sippie Wallace, y Mississippi Fred McDowell, todos conocidos a través de Waterman.

### Contrato con Warner Bros.
En los años 70, un periodista del NewsWeek Magazine la vio en concierto junto a Fred McDowell, y numerosos cazatalentos empezaron a frecuentar sus actuaciones. Finalmente aceptó una oferta con la Warner Bros., quienes le dieron la oportunidad de sacar su primer disco homónimo, Bonnie Raitt, que fue grabado en una isla en el Lago Minnetonka con su hermano mayor, Steve Raitt y numerosos músicos de la escena blues y R&B de Minneapolis.
Fue una de las primeras mujeres en ser reconocidas como gran guitarrista[cita requerida], sobre todo por su técnica de slide. En 1972 sacó un nuevo disco, Give It Up, intentando mejorar el modesto éxito que tuvo el anterior. Aunque tuvo buenas críticas, el éxito comercial tardaba en llegar, y lo mismo pasó con su tercer álbum Takin' My Time. A pesar de llegar a tener un titular en la revista Rolling Stone incluso, Bonnie Raitt decidió experimentar con nuevos sonidos para su nuevo álbum Streetlights de 1974, y tomó un nuevo estilo más blues en 1975 con su disco Home Plate. Realizó una colaboración en el disco homónimo de Warren Zevon con amigos como Jackson Browne, Lindsey Buckingham y Stevie Nicks.

### Altibajos en el éxito comercial
En 1977 publicó Sweet Forgiveness, que le dio su escape al éxito comercial con un éxito llamado Runaway, versión de Del Shannon. Esta versión llamó la atención de Columbia Records, que comenzó las negociaciones con Warner Bros. Tras la gran expectación de su nuevo álbum, The Glow tuvo modestas ventas y peores críticas. Comenzó a oírse su nombre cuando colaboró en la organización de los cinco conciertos de MUSE (Músicos unidos para el ahorro energético) en el Madison Square Garden.
En 1982 lanzó su siguiente álbum, Green Light, que tuvo un gran éxito para la crítica pero seguía sin convencer al gran público, con lo que Warner decidió terminar el contrato.

### Adiós a Warner Bros.
En 1983, Warner Bros hizo una criba de artistas, entre los que cayeron Van Morrison, Arlo Guthrie y Bonnie Raitt. Por entonces, ella estaba trabajando en un nuevo álbum titulado Tonge & Groove, y la falta de apoyo para terminarlo la empujó a caer en la adicción del alcohol y las drogas.
Aparte de sus problemas personales y profesionales, Raitt continuaba de gira y participaba activamente en la política internacional. En 1985 cantó junto a multitud de artisas en el video de Sun City que se dedicó a la lucha contra el apartheid. También colaboró en el Farm Aid, en muchos conciertos de Amnistía Internacional y en el concierto soviético/americano de Moscú por la Paz, emitido por televisión. Junto a Don Henley, Herbie Hancock y Holly Near colaboró en el concierto contra el VIH-SIDA de 1987.

### Periodo de transición
Dos años más tarde de que fuera despedida de Warner Bros., le notifican que tienen planes de lanzar su disco, con el título de Nine Lives. Su éxito fue nulo, tanto para crítica como para el público.
A finales de 1987 se unió a k.d. lang y a Jennifer Warnes para un especial de Roy Orbison para televisión. Por entonces Raitt ya estaba desintoxicada y sobria, dicen que gracias a Stevie Ray Vaughan. A punto estuvo de firmar para Paisley Park, cuando recibió una suculenta oferta de Capitol Records. Su primera aportación fue una versión de Baby Mine, de Dumbo, para un recopilatorio tributo a Disney, y comenzó a trabajar en nuevo material.

### Éxito comercial
En su décimo álbum, Nick of Time, consiguió colocar un número 1 en las listas americanas y ganó 3 Grammys, mientras ganaba un cuarto por su dueto con John Lee Hooker en la canción «In the Mood». Su siguiente álbum Luck of the Draw ganó 3 Grammys más, y dio una de las mejores baladas de todos los tiempos, "I Can't Make You Love Me". Un nuevo álbum en 1994 llamado Longing in Their Hearts le dio dos nuevos Grammys, llegando incluso al disco de platino las ventas. Estos álbumes fueron fruto de la colaboración con el productor Don Was que terminó amigablemente en 1995 con el álbum doble en vivo, Road Tested. Respaldado por sólidas críticas se vendió bien y alcanzó el disco de oro."Rock Steady" fue un hit escrito por Bryan Adams y Gretchen Peters en 1995. La canción fue escrita para ser interpretada a dúo por Bryan Adams y Bonnie Raitt en la gira de Road Tested. En el álbum también aparecían otras colaboraciones grabadas durante la gira entre las que se puede destacar la interpretación del tema Ángel from Montgomery a dúo con su autor John Prine.
Su siguiente álbum de estudió producido por Mitchell Froom y Tchad Blake fue Fundamental publicado en 1998.

### 2000–2007
En marzo del año 2000, Raitt fue entronizada en el Rock and Roll Hall of Fame en Cleveland, Ohio.
Silver Lining fue publicado en 2002, llegó al N.º 13 en Billboard y fue disco de oro. Contiene 3 singles "I Can't Help You Now", "Time of Our Lives" y el tema de título.
En 2003 Capitol Records publica la compilación The Best of Bonnie Raitt. Contiene canciones de los álbumes del periodo 1989 – 2002 incluyendo Nick of Time, Luck of the Draw, Longing in Their Hearts, Road Tested, Fundamental, y Silver Lining.
Raitt tocó en el New Orleans Jazz & Heritage Festival el 23 de abril de 2004.
Souls Alike siguió y fue publicado en septiembre de 2005. Contiene los sencillos "I Will Not Be Broken" and "I Don't Want Anything to Change".
En 2006 publicó un DVD/CD grabado en vivo Bonnie Raitt and Friends, que fue filmado como parte de las VH1 Classic Decades Rock Live Concert Series, incluyendo como invitados a Keb Mo', Alison Krauss, Ben Harper, Jon Cleary and Norah Jones. fue gravado en vivo en el Trump Taj Mahal en Atlantic City, NJ el 30 de septiembre de 2005. Raitt toca 17 canciones con su banda – George Marinelli (guitar), James "Hutch" Hutchinson (bass), Ricky Fataar (drums) y Jon Cleary (keyboards), incluyendo sus clásicos "Something To Talk About," "Love Letter" (con Mo'), "You" (con Krauss), "Love Sneakin' Up on You" con Raitt, Jones, Harper, Krauss y Mo' y los éxitos de Souls Alike, "I Will Not Be Broken," "God Was in the Water", "I Don't Want Anything To Change" (con Jones) y "Unnecessarily Mercenary" (un dueto con Cleary, autor de la canción). Los acompañantes cantan 11 temas, incluyendo "Two Lights in the Nighttime" (Ben Harper).
En 2007, Raitt participó en Goin' Home: A Tribute to Fats Domino. Con Jon Cleary, cantó un medley de "I'm in Love Again" y "All by Myself" de Fats Domino.

### 2008–presente
En abril de 2011, Bonnie Raitt and Friends DVD fue certificado Oro por la RIAA
En abril de 2012, Raitt publica su primer álbum de estudio desde 2005, titulado Slipstream. Llega al N.º 6 en Billboard 200. El álbum fue descrito como uno de los mejores de sus 40 años de carrera por American Songwriter magazine.
Raitt es colocada en el número 50 en la lista de Rolling Stone, 100 Greatest Singers of All Time. También es colocada en el Número 89 en la lista de Rolling Stone, 100 Greatest Guitarists of All Time. Igualmente VH1 la sitúa en el puesto N.º 4 de la lista 100 Greatest Women of Rock N Roll.
En febrero de 2016, Raitt publica su álbum Dig in Deep. El álbum llega al N.º 11 en Billboard 200 y recibe críticas favorables. El 15 de febrero de 2016 en la ceremonia de entrega de los Grammys Chris Stapleton, Bonnie Raitt y Gary Clark, Jr. rindieron tributo a B.B. King, con el que habían tocado en diferentes ocasiones, interpretando conjuntamente su tema emblemático 'The Thrill Is Gone'.
En febrero de 2023, Raitt obtiene el Grammy en la categoría Canción del año con su tema «Just Like That».

## Discografía
- 1971: Bonnie Raitt
- 1972: Give It Up
- 1973: Takin' My Time
- 1974: Streetlights
- 1975: Home Plate
- 1977: Sweet Forgiveness
- 1979: The Glow
- 1982: Green Light
- 1986: Nine Lives
- 1989: Nick of Time
- 1991: Luck of the Draw
- 1994: Longing in Their Hearts
- 1998: Fundamental
- 2002: Silver Lining
- 2005: Souls Alike
- 2012: Slipstream
- 2013: Now & Then
- 2016: Dig in Deep
- 2022: Just like that…